# Бавария (статуя)
„Бавария“ е името, с което е известна монументалната статуя от XIX век в Мюнхен, Германия, която представлява за баварците персонификация на родината, а оттам – и на нейната сила и слава.
Статуята е част от архитектурен ансамбъл, включващ стълбище с над 50 стъпала до статуята и колонада, наречена „Зала на славата“ (Ruhmeshalle). Монументът е издигнат по нареждане на Лудвиг I Баварски по специален проект, избран след конкурс. „Бавария“ е изцяло отлята в Мюнхенската леярна от Йохан Баптист Щигълмайер между 1844 и 1850 година и от създаването си до днес се смята за технологичен шедьовър. Поради размерите си – с височина от 18,52 метра и тегло от 87,36 тона – е трябвало да се произведе на няколко части. Положена е върху каменен постамент с височина 8,92 метра.
В статуята има вътрешно кръгово стълбище, което води до платформа на нивото на главата на статията, откъдето отвори в шлема на „Бавария“ предлагат гледка на Терезиенвийзе и централната част на Мюнхен.
|  | Тази страница частично или изцяло представлява превод на страницата Bavaria statue в Уикипедия на английски. Оригиналният текст, както и този превод, са защитени от Лиценза „Криейтив Комънс – Признание – Споделяне на споделеното“, а за съдържание, създадено преди юни 2009 година – от Лиценза за свободна документация на ГНУ. Прегледайте историята на редакциите на оригиналната страница, както и на преводната страница, за да видите списъка на съавторите. ВАЖНО: Този шаблон се отнася единствено до авторските права върху съдържанието на статията. Добавянето му не отменя изискването да се посочват конкретни източници на твърденията, които да бъдат благонадеждни. |